# Gasthuiskamp
Gasthuiskamp is een natuurgebied van 68 ha in de gemeente Boxtel dat bestaat uit loofbos, waaromheen zich akkers bevinden. Gasthuiskamp is eigendom van Het Brabants Landschap.
Het gebied ligt aan weerszijden van de Schijndelse Dijk, wat de hoofdweg is die Boxtel met Schijndel verbindt. In het zuiden sluit het gebied aan op het natuurgebied De Geelders van Staatsbosbeheer en in het noorden op het landgoed Vossenholen van de Marggraff Stichting.
Landgoed Gasthuiskamp was eigendom van het echtpaar Hoogerwou van Liempt. Jan Hendrik Hoogerwou van Liempt was een natuurliefhebber en zijn weduwe heeft het gebied aan de Stichting Brabants Landschap geschonken.
In de ondergroei van het bosgebiedt broedt de Houtsnip. Ook de Das komt er voor. De Boskortsteel, een voor deze streek zeldzaam bosgras, wordt er aangetroffen.
Gasthuiskamp is vrij toegankelijk, maar een net van doorgaande paden is er niet.